# Allegheny Technologies
Allegheny Technologies, Inc., (NYSE: ATI), är en amerikansk multinationell metallproducent som är främst inriktad mot specialmetaller och där deras kunder är inom försvars–, petroleum– och naturgas–, kemisk-teknisk–, energi–, läkemedels–, fordons– och livsmedelsindustrierna. Bolaget bildades 15 augusti 1996 när Allegheny Ludlum Corporation och Teledyne Technologies, Inc. fusionerades med varandra.